# Schulentwicklung
Als Schulentwicklung wird der systematische, zielgerichtete, selbstreflexive und für die Bildungsprozesse der Schüler funktionale Entwicklungsprozess hin zu einer Professionalisierung der schulischen Prozesse bezeichnet. Eine so definierte Schulentwicklung dient der Verbesserung der Qualität der Schule als Institution und des Unterrichts. Subjekte der Schulentwicklung sind Schulen, Schulnetzwerke und Bildungsregionen im Kontext des gesamten Bildungswesens.

## Ebenen der Schulentwicklung
Aktuell werden drei Ebenen der Schulentwicklung unterschieden:
1. Makroebene: die Ebene der Ministerien/Schulaufsicht
2. Intermediale Ebene: die Ebene der Bildungsregionen
3. Mesoebene: die Ebene der Einzelschule und individueller Netzwerke.[2]

Diese drei Ebenen sind miteinander verzahnt:
- Die Steuerung der Schulentwicklung auf der Makroebene erfolgt durch die Bundesländer (Ministerien und nachgeordnete Behörden der Schulaufsicht). Ihre Instrumente sind Gesetze, Verordnungen, Erlasse, Richtlinien, in denen z. B. Schulinspektion, Qualitätsrahmen, Zielvereinbarungen, Bildungsstandards, Lernstandserhebungen, Zentrale Abschlussprüfungen, Vergabe von Abschlüssen geregelt sind[3]. Schule in Deutschland ist somit in der Regel staatlich verantwortet.
- Auf der intermedialen Ebene sind die Schulträger (meistens Kommunen) für Gebäude und Ausstattung der Schulen verantwortlich. Ihr diesbezügliches Steuerungsinstrument ist der Schulentwicklungsplan. Auf dieser Ebene haben sich durch den Modellversuch „Selbstständige Schule in regionalen Bildungslandschaften“ (2002–2008) zuerst in NRW und später durch das bundesweite Förderprogramm „Lernen vor Ort“ (2009–2014) in ganz Deutschland Bildungsregionen gebildet. Dadurch wurde erstmalig eine Verantwortungsgemeinschaft für Schulentwicklung zwischen der intermedialen Ebene und der Makroebene initiiert. Mittlerweile spricht man deshalb auch von erweiterter Schulträgerschaft[4]. Die Bildungsregionen haben das weitergehende Ziel, ein Bildungsmanagement für lebenslanges Lernen in der Region aufzubauen und zu koordinieren[5].  Die Steuerung dieser Entwicklung von Bildung auf der intermedialen Ebene erfolgt durch Regionale Steuergruppen, die sich zusammensetzen aus Vertretern der Schulaufsicht, der Schulträger und der einzelnen Schulformen. Die Koordination erfolgt i. d. R. in einem Regionalen Bildungsbüro, das beim Schulträger angesiedelt ist.
- Die Steuerung der Schulentwicklung auf der Mesoebene erfolgt in den Gremien der Einzelschule. Sie wird häufig strukturiert durch eine Steuergruppe, aber immer verantwortet durch die Schulleitung. Instrumente sind z. B. Leitbild, Schulprogramm, Teambildung, systematische teamorientierte Lehrerfortbildung, Projektmanagement, Evaluation, Netzwerkarbeit. Nach Hans-Günther Rolff unterscheidet man bei der einzelschulischen Entwicklung die Aspekte Unterrichtsentwicklung, Organisationsentwicklung und Personalentwicklung (Drei-Wege-Modell der Schulentwicklung)[6]. Durch das Modellprojekt Schule & Co. in NRW (1997–2002)[7] wurde der Fokus darauf gelenkt, dass Schulentwicklung immer eine Synthese aus diesen drei Bereichen ist und erfolgreiche Schulentwicklung nur dann stattfindet, wenn alle drei Aspekte mitbedacht werden und Unterrichtsentwicklung im Zentrum steht.

Zu Beginn der 2000er Jahre gab es infolge des PISA-Schocks in einzelnen Bundesländern Schulversuche mit dem Ziel, Schulen mehr Eigenverantwortung für die Schulentwicklung zu übertragen, um herauszufinden, ob Entwicklung vor Ort und in der Region zu besseren Bildungsergebnissen führt. Dazu wurden den Schulen mehr Freiräume für eigene Entscheidungen gegeben, ohne dass die staatliche Verantwortung aufgegeben wurde. Beispiele sind das Projekt „Eigenverantwortliche Schule und Qualitätsvergleich in Bildungsregionen und Netzwerken“ in Niedersachsen (ab 2004)  und „Selbstständige Schule in regionalen Bildungslandschaften“ in NRW.
Das Niedersächsische Kultusministerium legitimiert das Zusammenspiel der Ebenen folgendermaßen:
- Schule in Niedersachsen bleibt staatlich verantwortet. Das bezieht sich sowohl auf das Recht, verbindliche Vorgaben für Bildungs- und Erziehungsziele der Schulen festzulegen als auch auf die staatliche Pflicht, die Erreichung der vorgegebenen Ziele in den Schulen zu überprüfen.
- „Eigenverantwortlichkeit“ der Schulen bedeutet in diesem Kontext, dass die Schulen selbst in allen ihr tägliches Handeln betreffenden Bereichen deutlich stärker als bisher die Verantwortung für die von ihnen erreichte Qualität schulischer Bildung und den Prozess der Qualitäts- und Organisationsentwicklung übernehmen werden. Wenn die Schulen aber Verantwortung übernehmen sollen, benötigen sie dafür auch Freiräume für eigene Entscheidungen.

## Schulentwicklung nach Rolff
Hans-Günter Rolff unterscheidet drei Arten der Schulentwicklung:
Schulentwicklung 1. Ordnung:
Bewusste und systematische Weiterentwicklung von Einzelschulen (auch als alltägliche Schulentwicklung bezeichnet).
Schulentwicklung 2. Ordnung:
Die auf das Schaffen von Lernenden Schulen (also Schulen, die sich selbst organisieren, reflektieren und steuern) abzielende Schulentwicklung (auch als institutionelle Schulentwicklung bezeichnet).
Schulentwicklung 3. Ordnung:
Das Schaffen von Rahmenbedingungen, durch die einzelne Schulen bei ihrer Entwicklung unterstützt werden, Selbstkoordinierung angeregt wird, ein Evaluations-System aufgebaut wird und die Schulen auf Distanz korrigiert werden (auch als komplexe Schulentwicklung bezeichnet).
Die Schulentwicklung setzt sich nach Rolff aus drei Wegen zusammen: Der Organisationsentwicklung (zunehmend auch Change Management), der Personalentwicklung und der Unterrichtsentwicklung. Dieses Drei-Wege-Modell erweitert Rolff 2022 angesichts der Digitalisierung durch einen vierten Weg: „Translokale Vernetzung“. Diese „Entwicklung externer Netzwerke“, die eine „umfangreiche digitale Materialentwicklung“ ermöglicht, sei durch die digitalen Möglichkeiten nun vereinfacht. So können digitale Medien genutzt werden, um personalisiertes und kooperatives Lernen zu ermöglichen.
Die Weiterentwicklung einer Schule basiert „auf einem kooperativen Prozessdenken“ und kann somit nicht durch Einzelpersonen geschehen.
Ebenfalls oft genannte Aspekte der Schulentwicklung auf der Mikroebene sind (nach Hans-Günter Rolff): Teamentwicklung, Leitbild und Schulprogramm, sowie Institutionelles Lernen (z. B. nach Peter M. Senge), Pädagogische Psychologie und Projektmanagement. Im Kontext stellen sich wiederholt die drei Kernfragen nach der personalen, der Unterrichts- und der organisationellen Dimension einer Schulentwicklung.
Für eine moderne Schulentwicklung essentielle Beiträge lieferten in den letzten Jahren vor allem Heinz Klippert (Unterrichtsentwicklung, Methodenkompetenzen etc.), Hans-Günter Rolff sowie Publikationen aus dem Bereich der allgemeinen (siehe z. B. Herbert Gudjons) und der angewandten Pädagogik:
„Alle Schulen entwickeln sich, weil sich das Umfeld, die Schüler und die Lernanforderungen ändern. Wenn wir von Schulentwicklung sprechen, meinen wir etwas mehr, nämlich die Weiterentwicklung von Schule und zwar die systematische.“ (Rolff, 2000)
Schulentwicklung im Sinne einer Lehre von der Verbesserung der Schule kann beinahe als eigene wissenschaftliche Disziplin gelten, da sie, auch ohne den Kontext der Pädagogik, aufgrund ihrer unausweichlichen Ausrichtung auf die Praxis und Einschränkung durch teilweise unkontrollierbare soziologische Faktoren und unvorhersehbarer individueller Phänomene, eine extreme Eigendynamik entwickelte, welche nicht ohne spezifische Mittel (z. B. eine evaluative, 'Pädagogische Schul-Diagnostik') auskommt. Beobachten, Verstehen, Erklären oder Vorhersagen zur Qualitätssicherung in Schule und Bildung zeigen sich als enorme Herausforderungen, vernetzt in einem komplexen System mit instabilen Eigenschaften.
Oben genannte „Aspekte“ sind voneinander abhängige, empfindliche Parameter dieses Systems, welche durch ihre komplexe Wechselwirkung und schwere Zugänglichkeit in der Praxis lange Zeit unerforscht blieben. Nachdem lange Zeit Schulentwicklung hauptsächlich mit Methodentraining, Kommunikationstraining und Teamentwicklung assoziiert wurde (insbesondere bei Heinz Klippert, der dabei auf das eigenverantwortliche Arbeiten abhebt) wurde sie in Tradition von Reformpädagogik und Landschulbewegung, mit ihren Schulversuchen wie der Odenwaldschule und der Schule Schloss Salem, stärker auf die Entwicklung der Persönlichkeit des Schülers und vor allem des Lehrers ausgerichtet. Es stellt sich verstärkt die Frage nach den personalen, hauptsächlich psychologischen Anforderungen an den Lehrerberuf und nach den nötigen selbstreflexiven und empathischen Schlüsselkompetenzen der Erziehenden. Auf dem Hintergrund der Umsetzung des Artikel 24 der UN-Behindertenrechtskonvention stellt seit mehreren Jahren Inklusion eine neu thematisierte Perspektive der Schulentwicklung dar. Dabei geht es um die Bereitschaft Schule für die Heterogenität einer möglichen Schülerschaft zu öffnen, insbesondere für Kinder und Jugendliche mit Behinderungen, Migrationshintergrund und aus Armutslebenslagen.

## Partizipative Schulentwicklung
Unter partizipativer Schulentwicklung versteht man eine längerfristige Einflussnahme der Lernenden (aber auch weiterer Akteure der Schule) an unterschiedlichen Schul- und Unterrichtsentwicklungsprozessen, die sich sowohl auf die interne Ausgestaltung der Schulangelegenheiten als auch auf die Beteiligung an außerschulischen gesellschaftlichen und politischen Aufgaben und Herausforderungen beziehen kann.